# Sikkim Janata Congress
Sikkim Janata Congress (Sikkims Folkkongress), politiskt parti i Sikkim, aktivt i kampen för demokratiska reformer. SJC bildades då Sikkim State Congress och Sikkim Janata Party gick samman i oktober 1972. 1973 gick SJC samman med Dorjees Sikkim National Congress.